# Chuck Barris

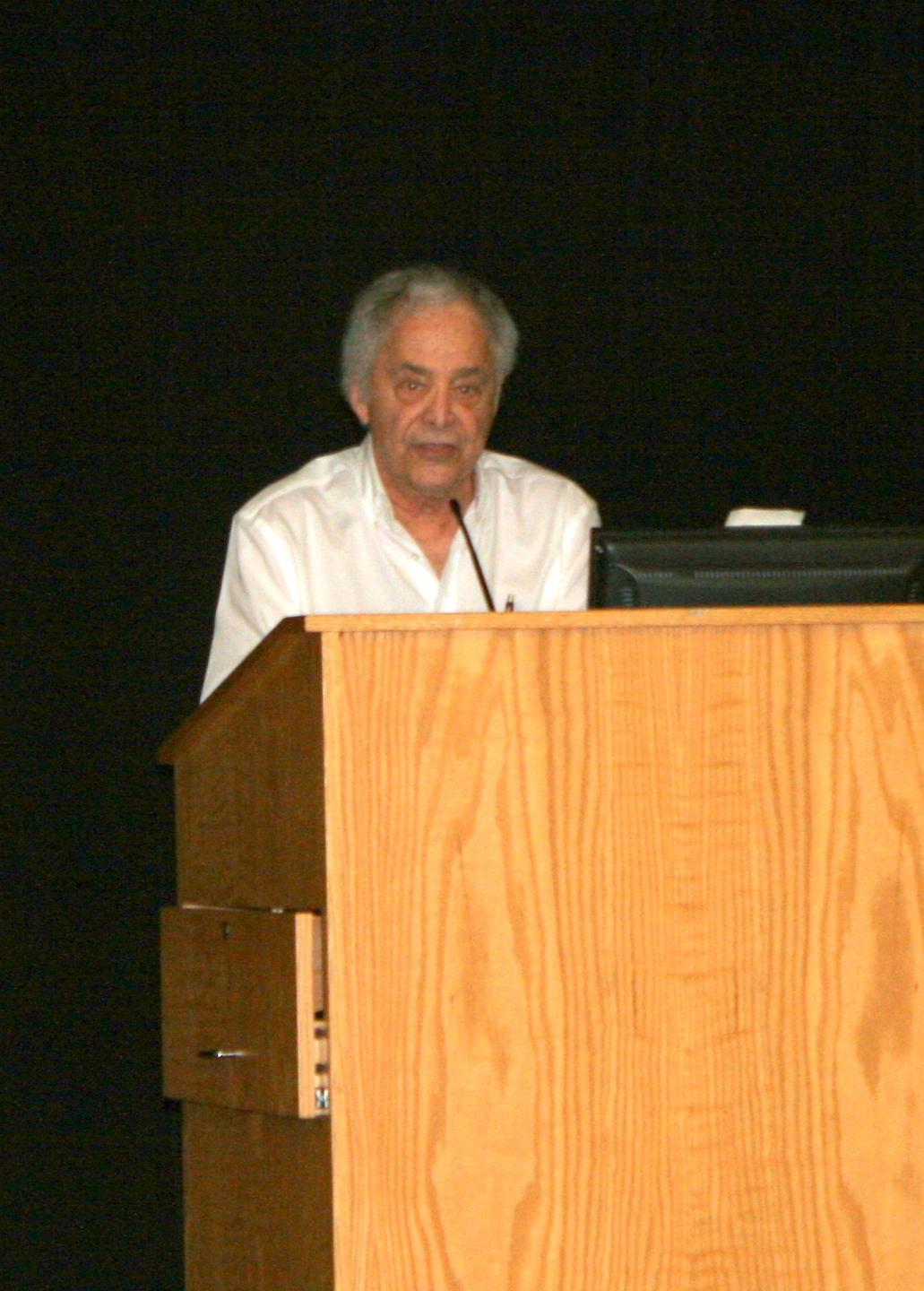
Barris an der Drexel-Universität (2010)

Charles Hirsch „Chuck“ Barris (* 3. Juni 1929 in Philadelphia, Pennsylvania; † 21. März 2017 in Palisades, New York) war ein US-amerikanischer Produzent, Moderator und Songwriter, der für die Moderation der Gong Show und für die Formatentwicklung von The Dating Game und The Newlywed Game bekannt war.
Er betätigte sich auch als Songwriter und schrieb Palisades Park, das unter anderem von Freddy Cannon und den Ramones aufgenommen wurde. Sein autobiografisches Werk, Confessions of a Dangerous Mind (dt. Bekenntnisse eines gefährlichen Geistes), wurde unter der Regie von George Clooney verfilmt, mit
Sam Rockwell in der Hauptrolle.

## Leben
Barris war der Sohn von Edith Y. Cohen und Nathaniel M. Barris, einem Zahnarzt; er hatte eine jüngere Schwester namens Rita Fredrica. Sein Onkel war der Sänger, Songwriter und Schauspieler Harry Barris.
Er wuchs in dem Dorf Bala Cynwyd in der Lower Merion Township im Montgomery County in einer jüdischen Familie auf und besuchte die Lower Merion High School in Ardmore, an der er in der Basketballmannschaft war. Nach dem Ende seiner Schulzeit im Jahr 1947 besuchte er die Drexel University, wo er 1953 seinen Abschluss am Drexel Institute of Technology machte. An der Universität arbeitete er als Kolumnist für die Studentenzeitung The Triangle.
Barris war insgesamt dreimal verheiratet und hatte eine Tochter. Barris’ erste Ehefrau war Sasha Lynn Frances Levy, die Nichte eines Gründers von Columbia Broadcasting System (CBS), William Paley. Die Ehe dauerte vom 21. November 1957 bis 1972 (einige Quellen nennen 1976) und endete in einer Scheidung. Gemeinsam hatten sie eine Tochter, Della Charlotte, die häufig in der Gong Show auftrat und dort gewöhnlich ihren Vater ankündigte. Della Barris starb 1998 im Alter von nur 36 Jahren an einer Überdosis von Alkohol und Kokain und war zum Zeitpunkt ihres Todes HIV-positiv; die Umstände ihres Todes verursachten ein großes Medienecho. Vom 28. November 1980 bis in das Jahr 1999 war Barris mit seiner zweiten Ehefrau Robin Altman verheiratet. Ein Jahr später ehelichte er Mary Clagett Kane (Rudolph), mit der er bis zu seinem Tod verheiratet war.
In den 1990er Jahren wurde bei Barris Lungenkrebs diagnostiziert. Nach einer Operation, bei der ein Teil seiner Lunge entfernt wurde, und einer Chemotherapie zog er sich eine Infektion mit Streptokokken zu und verbrachte einen Monat auf der Intensivstation. Barris starb im Alter von 87 Jahren in seinem Haus in Palisades eines natürlichen Todes und wurde von seiner Frau Mary überlebt.

## Karriere
Nach seinem Studium zog Barris nach New York City und arbeitete, nach diversen Jobs, als Produktionshilfe (engl. gofer) bei der National Broadcasting Company (NBC), wo er sich mit Pat Harrington Jr. anfreundete. Nach Kürzungen beim Sender zog Barris nach Los Angeles und bekam eine Anstellung bei der American Broadcasting Company (ABC) und arbeitete ab 1957 für die Fernseh-Musikshow American Bandstand als Assistent des Moderators Dick Clark. Er wurde Experte für Standards and Practices und begann, Popmusik für das Fernsehen und andere Künstler zu produzieren. Er schrieb unter anderem Summertime Guy für Eddie Rambeau und Palisades Park, das von Freddy Cannon aufgenommen wurde und ab dem 23. Juni 1962 zwei Wochen lang auf Platz 3 der Billboard Hot 100 stand und damit zum größten Hit in Cannons Karriere wurde. Er schrieb auch einen Teil der Musik selbst, die in den später von ihm moderierten und produzierten Unterhaltungsshows lief, beispielsweise zusammen mit Milton DeLugg die Titelmelodie für seine spätere Show The Newlywed Game.
Anfang der 1960er Jahre übernahm er bei ABC die Programmplanung für das Tagesprogramm in Los Angeles, wo er für die Spielshows des Senders verantwortlich war. Da ihm viele der vorgeschlagenen Konzepte nicht zusagten und er das den Verantwortlichen von ABC mitteilte, wurde er selbst Produzent und gab seinen Job als Programmgestalter auf. Am 14. Juni 1965 gründete er seine Produktionsfirma Chuck Barris Productions.
Nach ersten Shows wie Poker People hatte er seinen ersten Erfolg 1965 mit The Dating Game, das auf ABC ausgestrahlt und von Jim Lange moderiert wurde. Drei Kandidaten kämpften um eine Verabredung mit einer Person hinter einer Trennwand, wobei sie abwechselnd zu verschiedenen persönlichen Themen befragt wurden. Das Geplänkel der Kandidaten und die Studiokulisse mit Flower-Power-Motiven waren eine Revolution für das Genre. Die Show lief fast 15 Jahre lang bis 1980 und wurde in den 1980er und 1990er Jahren jeweils neu aufgelegt. Im Juni 2021 startete eine Version des Formats mit Prominenten.
Im deutschsprachigen Raum wurde das Format als Herzblatt bekannt, zunächst vom ORF lizenziert und produziert und ab 1987 von Rudi Carrell, Rainhard Fendrich, Hera Lind, Christian Clerici, Pierre Geisensetter, Jörg Pilawa und Alexander Mazza moderiert. 2016 erfolgte eine Neuauflage unter dem Titel Herz sucht Liebe im deutschen Fernsehen, die von Thomas Ohrner moderiert wurde. Als Off-Stimme fungierte jeweils Susi Müller.
1966 produzierte Barris The Newlywed Game, ein Format das ursprünglich von Nick Nicholson und E. Roger Muir für ABC entwickelt wurde. Die Kombination aus der Offenheit frisch verheirateter Paare und den Fragen des Moderators Bob Eubanks machte die Show zu einem weiteren Erfolg für Barris. Die Show war die am längsten laufende von allen von Barris entwickelten Sendungen und wurde bis 1985 ausgestrahlt, sowohl bei den Erstausstrahlungen als auch in der Syndikation, der Zweitverwertung in den Netzwerken der großen Senderfamilien, sowie in der Regionalausstrahlung.
Eine Wiederauflage lief in den Vereinigten Staaten beim Game Show Network, moderiert von Sherri Shepherd. In einem Interview am 1. August 2009 in der Sendung Wait Wait… Don't Tell Me! von NPR sagte Barris, dass The Newlywed Game die einfachste Sendung war, die er entwickelt hat: „Ich brauchte nur vier Paare, acht Fragen und einen Waschtrockner.“
Barris schuf in den 1960er Jahren weitere, zum Teil kurzlebige Spielshows für ABC und in den 1970er Jahren Formate für die Syndikation, die sich alle um ein gemeinsames Thema drehten: Das Spielgeschehen bezog sein Interesse – und oft auch seinen Humor – auf die Kandidaten und deren Aufregung, Verletzlichkeit, Verlegenheit oder Wut. Barris versuchte sich im Laufe der Jahre auch an anderen Formaten. Hierzu gehörten Operation: Entertainment, eine Varieté-Show von ABC, die auf Militärstützpunkten ähnlich der USO-Shows aufgeführt wurde, die CBS-Neuauflage von Your Hit Parade sowie die Bobby Vinton Show, eine in Kanada ausgestrahlte Sendung mit dem Sänger Bobby Vinton. Die Bobby Vinton Show entstand in Co-Produktion mit den Fernsehproduzenten Chris Bearde und Allan Blye und wurde ein großer Erfolg für Barris außerhalb des Spielshow-Genres.
Barris war bis Mitte der 1970er Jahre sehr erfolgreich, bis ABC The Dating Game und The Newlywed Game einstellte. Damit blieb Barris nur noch ein Showformat: seine wöchentlich ausgestrahlte Sendung The New Treasure Hunt.
Eine öffentliche Figur wurde Barris im Jahr 1976, als er begann die Gong Show zu produzieren und auch zu moderieren, die er zusammen mit Chris Bearde entwickelt hatte.
Die Show, die eine Parodie auf Talentshows darstellte, erreichte Kultstatus, obwohl nur zwei Staffeln auf NBC von 1976 und 1978 ausgestrahlt und in den Jahren 1976 bis 1980 in Zweitverwertung (Syndication) wiederholt wurden. Wie bei einigen von Barris’ anderen Projekten, einschließlich des Newlywed Game, wurde die die Show zweimal täglich ausgestrahlt, was in den Jahren vor der Expansion des Kabelfernsehens noch als ungewöhnlich galt. John Barbour, der ursprüngliche für die Moderation vorgesehen war, verstand jedoch Barris’ Konzept nicht und ging bei der Moderation von einer tatsächlichen Talentshow aus. Auf Rat eines Managers von ABC ließ Barris Barbour nach der Pilotsendung gehen und übernahm schließlich selbst die Moderation seines Parodieformats, um der Absetzung zuvor zu kommen.
Der anfangs schüchterne Barris war zuvor selten vor der Kamera in Erscheinung getreten; so stürzte er einmal auf das Set von The New Treasure Hunt, um den Moderator Geoff Edwards mit einem Kuchen zu bewerfen. Barris’ Art und seine witzige, manchmal ungewollt schusselige Persönlichkeit sowie sein akzentuiertes Händeklatschen zwischen Sätzen, von dem sich das Publikum mitreißen ließ, machten ihn zu einem Kultcharakter. Auch seine Moderationen und eingeübten Sprüche, die das Publikum entweder in die Werbepause begleiteten oder am Ende der Sendung verabschiedeten, wurden im US-amerikanischen Fernsehen zum Kult: „We’ll be right back with more er … STUFF …“, während ein Schild hinter der Bühne mit dem Wort „STUFF“ gezeigt wurde, und „This is me saying ‘bye’“ als Schlusssatz wurden zu Klassikern, wie auch seine Aussage „Making Whoopee“.
Die Show selbst, aber auch Barris’ zum Teil exzentrischen Auftritte, wurden zum Gegenentwurf der bis dahin eher harmlosen Showformate dieser Zeit. Barris fügte sich in die Exzentrik des Formats ein und wurde so zu einem Teil der Show, eher als Darsteller denn als Moderator. Er benutzte ungewöhnliche Requisiten, kleidete sich farbenfroh und ungewöhnlich, nutzte merkwürdige Hüte, die er sich zum Teil weit über den Kopf zog. Die Fans der Sendung nannten ihn „Chuckie Baby“ und er ergänzte in seiner Rolle die Laiendarsteller sowie die dreiköpfige Jury perfekt, die aus den Stammgästen Jamie Farr, Jaye P. Morgan und Arte Johnson bestand.
Zur weiteren Besetzung gehörten feste, wiederkehrende Darsteller: ein NBC-Bühnentischler, der „Father Ed“ spielte, einen Priester, der sich aufregte, wenn seine Karten absichtlich auf den Kopf gestellt wurden, der Stand-up-Komiker Murray Langston, der als „The Unknown Comic“ eine Papiertüte über dem Kopf trug (mit Ausschnitten für seine Augen und seinen Mund) und immer eine Schachtel Kleenex mit sich führte sowie der durch Gene Patton dargestellte Bühnenarbeiter „Gene Gene the Dancing Machine“, der immer dann erschien und anfing zu tanzen, wenn die Band der Show den Song Jumpin’ at the Woodside spielte. In der Show gab es auch immer wieder geplante Tabubrüche und kleinere Skandale, die kontrovers diskutiert wurden.
1977 wurde Barris, zusammen mit Gene Banks, für einen Daytime Emmy Award in der Kategorie „Outstanding Talk, Service or Variety Series“ für die Gong Show nominiert.
Im Jahr 1980 erschien The Gong Show Movie, bei der Barris sowohl Regie führte als auch die Hauptrolle spiele; der Film wurde allerdings zu einem Misserfolg an den Kinokassen. Im selben Jahr erschien auch seine Single Sometimes It Just Don't Pay to Get Up bei MCA Records.
Die Gong Show wurde insgesamt vier Mal neu aufgelegt: von 1988 bis 1989 unter dem Originaltitel von Barris mit Don Bleu als Moderator, im Jahr 2000 unter dem Titel Extreme Gong beim Game Show Network und 2008 mit Dave Attell – die Eigentumsrechte liegen heute bei Sony Pictures Television. Eine vierte Version, produziert von Will Arnett und moderiert von der fiktiven britischen Berühmtheit „Tommy Maitland“, gespielt von Mike Myers, wurde ab 2017 auf ABC ausgestrahlt.
Von 1979 bis 1980 ging Three’s a Crowd auf Sendung. Die ebenfalls von Barris entwickelte Sendung, in der drei Gruppen von Ehefrauen und Sekretärinnen darum wetteiferten, wer mehr über ihre Ehemänner bzw. Chefs wusste, löste Proteste sowohl von feministischen als auch von sozialkonservativen Gruppen aus, die der Sendung vorwarfen, Ehebruch als soziale Norm zu propagieren. Als Reaktion setzten viele Sender die Sendung Monate vor dem geplanten Ende der Fernsehsaison ab. Gleichzeitig verlor The Newlywed Game die Sponsorschaft des Autoherstellers Ford sowie von Procter & Gamble und zog „wegen des [vermeintlich] sehr anzüglichen Inhalts“ den Unmut von Jackie Autry auf sich, deren Ehemann und Geschäftspartner Gene Autry die Produktionsstätte der Sendung in Los Angeles, KTLA, besaß. Die Gefühle der Autrys waren so stark, dass The Newlywed Game beinahe von KTLA verbannt worden wäre – die Einstellung der Sendung durch Fernsehnetzwerke, die die Zweitverwertung im Rahmen der Syndikation betrieben, kamen dem allerdings zuvor. 1979 wurde Barris bei den „Golden Apple Awards“ mit einem Negativpreis, dem „Sour Apple“ (dt. Saurer Apfel), ausgezeichnet.
Auch The Gong Show und The Dating Game beendeten 1980 ihre ansonsten erfolgreichen Wiederholungen im Rahmen der Zweitausstrahlung. Im September 1980 hatte Barris zum ersten Mal in der Geschichte seines Unternehmens keine Sendung in Produktion. Im Winter 1980 versuchte Barris einen Neuanfang, indem er eine nicht von ihm stammende Spielshow, Camouflage, wiederaufleben ließ. Teilnehmer der Sendung musste Fragen beantworteten, um ein in einer cartoonartigen Zeichnung „verstecktes Objekt“, beispielsweise einen Toaster, zu erraten. Obwohl das Format gute Einschaltquoten hatte, wurde es nur kurze Zeit ausgestrahlt.
Nach einem Jahr Pause nahm Barris 1981 eine Neuauflage von Treasure Hunt zusammen mit seinem Geschäftspartner Budd Granoff ins Programm. Granoff war der Produzent der Originalversion aus den 1950er Jahren, die vom damaligen Moderator Jan Murray entwickelt worden war. Anders als bei der Version aus den 1970er Jahren von Treasure Hunt war Barris nicht direkt an der Produktion der Sendung beteiligt. Die Neuauflage der Spielshow wurde an fünf Tagen pro Woche ausgestrahlt und endete nach dem ersten Fernsehjahr.
Barris lebte zu diesem Zeitpunkt in Frankreich und kehrte 1984 in die Vereinigten Staaten zurück um Barris Industries zu gründen. Ein Vertriebszweig wurde Bel-Air Program Sales (später Barris Program Sales), ein weiterer Clarion Communications (später Barris Advertising Sales), eine Tauschplattform zur Buchung von Werbeplätzen.
Nach einem einwöchigen Testlauf einer Neuauflage von The Newlywed Game auf ABC im Jahr 1984 – mit dem ehemaligen The Dating Game-Moderator Jim Lange – produzierte Barris von 1985 bis 1989 The New Newlywed Game, das täglich ausgestrahlt und vom ursprünglichen Moderator Eubanks moderiert wurde. In der Zweitverwertung im Jahr 1988 wurde die Sendung von dem Komiker Paul Rodriguez moderiert. The Dating Game selbst kehrte im folgenden Jahr für drei Jahre zurück auf den Bildschirm: im ersten Jahr moderiert von Elaine Joyce, in den beiden folgenden Jahren von Jeff MacGregor. Auch die Gong Show kehrte im Jahr 1988 für eine Staffel zurück, nun allerdings von Don Bleu moderiert.
Alle Neuauflagen wurden, mit Ausnahme des einwöchigen Probelaufs von The Newlywed Game auf ABC, in einer Zweitverwertung (Syndication) von regionalen Sendern, nicht jedoch von den Sendernetzwerken wie ABC ausgestrahlt.
1987 verkaufte Chuck Barris seine Anteile an Barris Industries an Burt Sugarman und zog zurück nach Frankreich, wo er zehn Jahre lang in St. Tropez lebte. Im Jahr 1988 erwarb Barris Industries unter Sugarman die Guber-Peters Company und am 7. September 1989 wurde Barris Industries mit der Guber-Peters Company fusioniert: es entstand die Guber-Peters Entertainment Company. Im selben Monat, am 29. September 1989, erwarb die damalige Sony Corporation Guber-Peters Entertainment für 200 Millionen US-Dollar. Der Verkauf wurde am 9. November 1989 abgeschlossen, einen Tag nach der Übernahme von Columbia Pictures Entertainment durch Sony.
Sony ließ The Dating Game und The Newlywed Game von 1996 bis 1999 wieder aufleben. Sony nahm 1998 auch die Gong Show wieder in das Programm auf unter dem Namen Extreme Gong,
einer Originalproduktion des Game Show Network (GSN). Auch das zuvor kontroverse Format Three's a Crowd wurde unter dem Namen All New Three's a Crowd wiederbelebt, das ebenfalls bei GSN gezeigt wurde.
Einige Jahre nach dem Ende von Extreme Gong plante Sony die Show unter ihrem klassischen Namen und im Originalformat für The WB Television Network wieder aufleben zu lassen, aber sie wurde am Ende nicht realisiert. Sony und Comedy Central des MTV Networks arbeiteten 2008 an einer weiteren, vierten Wiederbelebung der Gong Show als The Gong Show with Dave Attell; diese wurde kurzlebig von Juli bis September 2008 produziert und auf Comedy Central ausgestrahlt.
Ein weiterer Versuch, eine alte Spielshow wiederzubeleben zu lassen, die ursprünglich allerdings nicht von Barris stammte, war das Spielformat Dollar a Second aus den 1950er Jahren, das von Bob Eubanks moderiert wurde. Die Sendung wurde nur einmal auf GSN ausgestrahlt und gilt als Rarität. Zwei weitere unverkaufte Pilotsendungen aus Barris’ Portfolio waren Bamboozle und Comedy Courtroom.
Neben seiner Karriere vor und hinter der Kamera schrieb er mehrere Novellen und autobiografische Bücher, darunter You and Me, Babe, Confessions of a Dangerous Mind, The Game Show King, Bad Grass Never Dies, The Big Question, Who Killed Art Deco? und Della: A Memoir of My Daughter, in dem er den Tod seiner Tochter verarbeitete.
In der 1984 erschienenen Autobiografie Confessions of a Dangerous Mind behauptete er, dass er in den 1960er und 1970er Jahren für die Central Intelligence Agency (CIA) als Attentäter in Südostasien, Lateinamerika und im Nahen Osten tätig war. In einem Interview in der Today Show auf NBC gab Barris im selben Jahr zu, die Geschichte erfunden zu haben. „Nein, ich war nie ein CIA-Killer. Ich habe diese Dinge nie getan. Ich habe mich einmal bei der CIA beworben, und während ich das Verfahren durchlief, bekam ich einen Job und trat im Fernsehen auf. Aber ich habe mich immer gefragt, was passiert wäre, wenn ich beides gemacht hätte.“
Nach der Rückkehr aus Frankreich lebte Barris zunächst in New York City und zog im Jahr 2001 nach Bowling Green im US-Bundesstaat Kentucky.
In Charlie Kaufmans Verfilmung seines Buches von 2002, unter der Regie von George Clooney und mit Sam Rockwell, Drew Barrymore und Julia Roberts in den Hauptrollen, tötet Barris’ Charakter 33 Menschen. Die CIA sah sich nach dem Erscheinen des Films genötigt, durch ihren Sprecher Paul Nowack klarzustellen, dass Barris nie in irgendeiner Funktion für sie gearbeitet hätte. Nowack sagte, dass Barris’ Behauptungen und die des Films, er habe für die Spionagebehörde gearbeitet, „lächerlich“ und „absolut nicht wahr“ seien und ergänzte: „Normalerweise kommentieren wir nicht, wer für uns arbeitet und wer nicht. In diesem Fall machen wir eine Ausnahme: Chuck Barris tut es nicht.“ Nach seiner Krebsbehandlung schrieb Barris 2004 das Buch Bad Grass Never Dies. In einem Interview mit der Television Academy Foundation im Jahr 2010 wurde er gefragt, ob er jemals jemandem, einschließlich seiner Frau, die Wahrheit gesagt habe. „Nein, niemals“, entgegnete Barris. „Ich werde es nie sagen, weder so noch so.“
Im deutschen Sprachraum wurde Barris unter anderem von Dietmar Wunder synchronisiert.

## Filmografie (Auswahl)

### Autor
- 1974: The Newlywed Game
- 1978: The $1.98 Beauty Show
- 1980: The Gong Show Movie
- 1985: Tournez manège!
- 1985: The Gong Show
- 1997: Hugo Pool
- 2002: Geständnisse – Confessions of a Dangerous Mind
- 2002: Confessions of a Dangerous Mind: An Unauthorized Autobiography

### Produzent
- 1965–1973: The Dating Game
- 1966–1974: The Newlywed Game
- 1967: Dream Girl of ’67
- 1967: The Family Game
- 1968: Operation: Entertainment
- 1969: The Mama Cass Television Program
- 1969: The Game Game
- 1972: Cop Out!
- 1973: The New Treasure Hunt
- 1976: The Gong Show
- 1977: The All-Star Gong Show Special
- 1977: The Newlywed Game
- 1978: The $1.98 Beauty Show
- 1979: 3’s a Crowd
- 1981: Treasure Hunt
- 1984: The New Newlywed Game
- 1985: Anything for Laughs
- 1986: The All-New Dating Game
- 1986: Bamboozle

### Schauspieler
- 1976: Sanford and Son (Fernsehserie)
- 1980: The Gong Show Movie
- 1997: Hugo Pool
- 2002: Geständnisse – Confessions of a Dangerous Mind
- 2002: Confessions of a Dangerous Mind: An Unauthorized Autobiography (Videodokumentation)